# 加奈居村
加奈居村（かないむら）は、かつて新潟県西蒲原郡にあった村。1901年11月1日の合併によって消滅し、現在は新潟市西蒲区の一部となっている。
以下の記述は合併直前当時の旧加奈居村に関しての記述であり、現在では名称等が異なる場合がある。なお、ここに記述されていない内容に関しては新潟市などの記事を参照。

## 沿革
- 1889年（明治22年）4月1日 - 町村制施行に伴い西蒲原郡羽黒村、姥島村、真木村が合併し、加奈居村が発足。
- 1901年（明治34年）11月1日 - 西蒲原郡松長村と合併し、松長村を新設して消滅。
- 1954年（昭和29年）
  - 3月31日 - 松長村が西蒲原郡燕町などと合併し、燕市となる。
  - 7月7日 - 燕市から旧村域（大字羽黒・姥島・真木）が分離され、西蒲原郡小吉村、道上村と合併し、中之口村となる。

## 地域
加奈居村は、合併した村名を継承する以下の大字で構成される。
羽黒（はぐろ）
1889年（明治22年）まであった羽黒村の区域。現在の新潟市西蒲区羽黒。
姥島（うばじま）

1889年（明治22年）まであった姥島村の区域。現在の新潟市西蒲区姥島。
真木（まき）

1889年（明治22年）まであった真木村の区域。現在の新潟市西蒲区真木。